# General Electric GE9X
General Electric GE9X é um turbofan de alto bypass desenvolvido pela GE Aviation para o Boeing 777X. Ele operou em solo pela primeira vez em abril de 2016 e voou pela primeira vez em 13 de março de 2018; e voou pela primeira vez no Boeing 777-9 em 25 de janeiro de 2020 Derivado do General Electric GE90 com um ventilador maior, materiais compósitos avançados, maior taxa de desvio e taxas de compressão, deve melhorar a eficiência de combustível em 10% em relação ao seu antecessor. Está classificado para 105,000 lbf (470 kN) de empuxo.

## Desenvolvimento
Em fevereiro de 2012, a GE anunciou estudos sobre um derivado mais eficiente, apelidado de GE9X, para alimentar ambas as variantes -8/9 do novo Boeing 777X. Era para apresentar o mesmo tamanho de diâmetro do fan do GE90-115B com empuxo diminuído em 15,800 lbf (70 kN) para uma nova classificação de 99,500 lbf (443 kN) por motor. O motor -8X deveria ser reduzido para 88,000 lbf (390 kN).
Em 2013, o diâmetro do ventilador foi aumentado em 9cm para 335cm. Em 2014, o empuxo aumentou ligeiramente de 102,000 to 105,000 lbf (450 to 470 kN) e diâmetro do fan para 339cm. Esperava-se que o primeiro motor fosse testado em solo em 2016, com os testes de voo começando em 2017 e a certificação acontecendo em 2018. Por causa dos atrasos, o primeiro teste de voo ocorreu em março de 2018. A certificação final já foi realizada (turbina atualmente em uso comercial). 

### Teste de solo
O primeiro motor a testar (FETT) completou seu primeiro teste em abril de 2016. Com 375 ciclos e 335 horas de teste, validou sua arquitetura (como sistema, em oposição a uma coleção de módulos) para desempenho aerodinâmico, verificação de sistema mecânico e validação de aquecimento aerotérmico .
O GE9X passou por testes de congelamento no inverno de 2017. O FETT foi finalmente usado para 50 pontos de teste em climas frios, como neblina no solo ou condições naturais de congelamento, pequenas modificações incluíram ajustes de peças usando manufatura aditiva para vários pivôs, usados em um mês; A certificação e a avaliação do gelo serão concluídas no inverno 2017-2018 em Winnipeg.
Com os testes concluídos para simular condições de alta altitude, o GE9X deve estar livre de cristais de gelo (crosta de gelo), o que era um problema para o GEnx . Isso agora é melhor compreendido, assim como o gelo tradicional. As melhorias desenvolvidas para o GEnx foram as portas da válvula de bypass variável: o fluxo de ar é melhorado pela maneira como elas se abrem para dentro no caminho de fluxo entre o booster e o compressor de alta pressão, ejetando naturalmente o gelo e a areia para evitar que entrem no núcleo.
Pequenos ajustes entre o FETT e o segundo motor a testar (SETT) são essenciais para atingir seus objetivos de eficiência: na garganta entre a saída da turbina HP na entrada da turbina LP, o ponto de aperto da turbina é alterado para definir a linha de operação do compressor, turbina e 134.5 in (342 cm) ventilador. As lâminas na extremidade traseira do compressor HP de 11 estágios têm pouco mais de 1 in (25 mm) altura. A folga da ponta frontal do compressor HP foi modificada conforme o compressor foi ajustado desde os testes iniciais no início de 2013. O SETT parece atender a função de fluxo e pontos de projeto de operabilidade. Seus testes começaram em 16 de maio de 2017, em Peebles, Ohio, 13 meses após a FETT; é o primeiro a ser construído de acordo com o padrão de produção finalizado para certificação. Durante condições de teste extremas para o teste de bloco FAA 150 horas, os braços da alavanca do atuador da palheta do estator variável (VSV) falharam e seu redesenho levou a um atraso de 3 meses. Ele foi acompanhado por mais quatro motores de teste em maio de 2018.
O programa de certificação começou em maio de 2017. Oito outros motores de teste estarão envolvidos na campanha de certificação, mais um para a certificação ETOPS configurada com uma nacele Boeing. Um núcleo que será executado em Evendale, Ohio, célula de teste de altitude para testes aeromecânicos e vibratórios e motores de teste 003, 004 e 007 estão sendo montados para serem concluídos em 2017, com o quarto motor sendo testado em solo no terceiro trimestre antes de voar no banco de testes no final do ano de Victorville, Califórnia . A partir do início de 2018, oito motores de conformidade mais um par de sobressalentes serão entregues para as quatro aeronaves de teste de voo 777-9. Sua certificação de tipo está planejada para o quarto trimestre de 2018.
Em 10 de novembro de 2017, atingiu um impulso recorde de 134,300 lbf (597 kN) em Peebles, um novo recorde mundial do Guinness quebrando o GE90-115B 127,900 lbf (569 kN) recorde estabelecido em 2002. Até então, cinco motores haviam sido testados. O segundo motor passará no teste de bloco FAA 150 horas em seus limites operacionais, operando em condições de linha vermelha tripla: velocidade máxima do ventilador, velocidade máxima do núcleo e temperatura máxima dos gases de escape . O terceiro motor está em Peebles, enquanto o quinto viajará para Winnipeg para testes de congelamento a partir do final de 2017, enquanto três outros motores estão atualmente em montagem. Os motores de teste de voo 777X iniciais serão enviados em 2018 para um voo inicial 777-9 no início de 2019. Um quarto dos testes de certificação foi feito em maio de 2018: gelo, vento cruzado, admissão, ventilador e aeromecânica de reforço, aeromecânica de turbina HP e levantamento térmico .

### Teste de voo

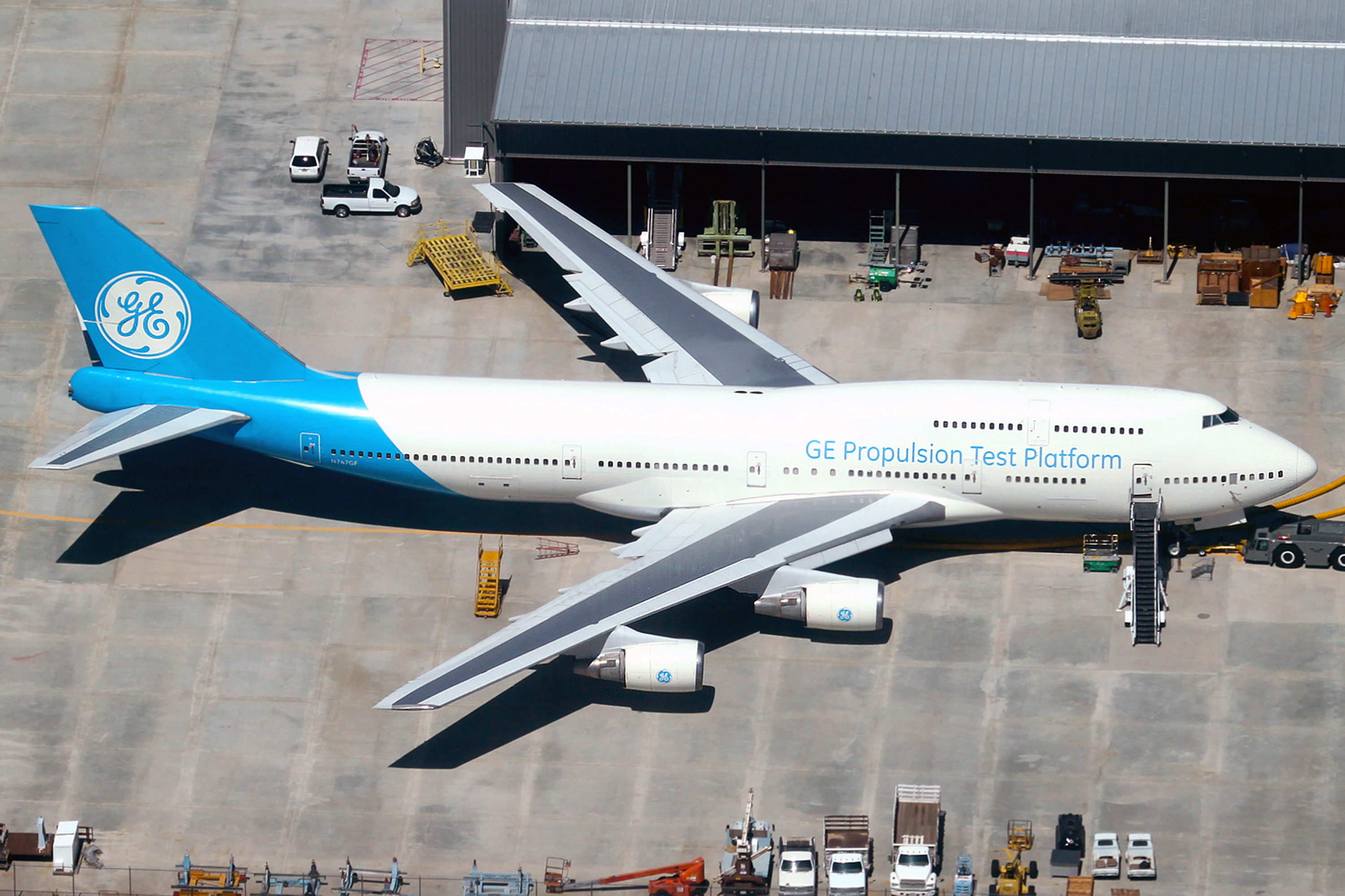
747-400 usado no teste do GE9X

Como ele é maior do que o GE90, para teste ele se encaixa apenas no 747-400 com amortecedores da engrenagem principal maiores e pneus maiores e não no banco de teste -100 GE anterior, e o motor testado é 5 ° mais inclinado do que o CF6 original. A Boeing construiu um grande poste especialmente projetado para o teste. Suspenso em 19 ft (580 cm) strut, o quarto motor do programa foi montado em novembro para iniciar os testes de voo no final de 2017. O 134 in (340 cm) ventilador é envolto em um 174 in (440 cm) nacela, com 1.5 ft (0.46 m) de distância ao solo. Pesa 40,000 lb (18 t) com seu pilar personalizado e reforço de asa, em comparação com 17,000 lb (7.7 t) para o CF6 -80C2s e seu pilão.
Em fevereiro de 2018, o primeiro voo do GE9X foi atrasado por problemas descobertos nos braços de alavanca das palhetas do estator variável (VSV) do HPC. Eles devem ser alterados para o mecanismo de produção, mas não afetarão seu fluxo. Também uma rotina A Verifique descoberto limites caso fã de corrosão e HP turbina aerofólios sobre o testbed 747 CF6 motores. Ele voou pela primeira vez em 13 de março com o projeto anterior do braço de alavanca externo VSV. No início de maio, a primeira fase de teste de voo de dois foi encerrada após 18 voos e 110 horas: após a verificação da aeronave e dos sistemas, o envelope de alta altitude GE9X foi explorado e seu desempenho de cruzeiro avaliado, a segunda fase está programada para começar em o terceiro trimestre.
Em outubro de 2018, metade da certificação foi concluída e oito protótipos são usados, principalmente em Peebles, Ohio : o nº 1 será armazenado; o blade-out será deliberadamente separado do cubo de # 2 na potência de decolagem; após o teste de vento cruzado no solo, o nº 3 será usado para testes cíclicos e de carga do conjunto em cascata do reversor de empuxo ; o aerotransportado # 4 explorará mais arestas do envelope de voo, como baixas altitudes para testes de voo de certificação de novembro a março; # 5 testará a resistência desequilibrada para verificar os níveis de vibração, antes da certificação ETOPS; # 6 passará nos testes de ingestão posteriormente em 2018; após os testes de superaquecimento da turbina LP, o nº 7 passará por uma segunda campanha de congelamento em Winnipeg, Manitoba ; # 8 será preparado em meados de outubro para o teste triplo de resistência FAA 150 h. Oito motores de conformidade, mais dois sobressalentes, são esperados a partir de novembro em Everett, Washington, para serem instalados no primeiro 777-9, para completar a maioria dos seus testes de voo em 2019 e entrar em serviço em 2020.
Uma segunda fase, de 18 voos, começou no dia 10 de dezembro para avaliar o software e o desempenho hot-and-high até o primeiro trimestre de 2019 antes de sua certificação FAA no mesmo ano. A essa altura, os testes de ingestão de água, superaquecimento e ventos cruzados foram concluídos, antes da saída da lâmina, granizo, ingestão de pássaros e teste de bloqueio ou resistência. Os testes de voo são baseados em Victorville, Califórnia, e se estendem até Seattle, Colorado Springs, Colorado, Fairbanks, Alasca e Yuma, Arizona .
Em 4 de janeiro de 2019, oito voos de teste e 55h de tempo de execução foram concluídos. No final de janeiro, a caixa e o suporte da estrutura da turbina traseira foram danificados durante o teste de saída da lâmina e os componentes afetados foram revisados. No início de maio, a campanha de teste de voo foi concluída após 320 horas, com foco na queima de combustível de cruzeiro em alta altitude. Uma anomalia do compressor foi detectada em um teste de pré-entrega do motor enquanto os primeiros motores foram instalados no protótipo 777X. Os motores devem ser modificados para um padrão de configuração final certificável antes do voo inaugural, atrasado após o anteriormente esperado 26 de junho. O problema é mecânico e não aerodinâmico, não afetando o desempenho ou a configuração do motor, e está na frente do compressor de alta pressão de 11 estágios. Antes da certificação, os testes finais incluem um teste de bloco de durabilidade total, substituindo o teste usual "triplo redline" em temperaturas, pressões e velocidades máximas, já que os motores modernos de alta taxa de bypass não podem atingir todas as condições máximas perto do nível do mar. O redesenho do estator do compressor de alta pressão provavelmente empurrará a certificação do motor para o outono, atrasando o primeiro voo do 777X até 2020.
Em 25 de janeiro de 2020, o GE9X fez seu primeiro voo no 777X, voando por 3 horas e 52 minutos, antes de pousar no Boeing Field.

## Projeto
O GE9X deve aumentar a eficiência de combustível em 10% em relação ao GE90. Sua relação de pressão geral de 61: 1 deve ajudar a fornecer um consumo de combustível específico de empuxo 5% menor (TSFC) do que o XWB-97, com custos de manutenção comparáveis aos do GE90-115B. O impulso inicial de 105,000 lbf (470 kN) será seguido por 102,000 and 93,000 lbf (450 and 410 kN) variantes reduzidas. A GE investiu mais de US $ 2 bilhões em seu desenvolvimento. Sua nacela é 184 in (4,700 mm) largura.
A maior parte do aumento de eficiência vem da melhor eficiência de propulsão do ventilador de maior razão de desvio. A proporção de desvio está planejada para 10: 1. O diâmetro do ventilador é 134 in (340 cm) . Tem apenas 16 lâminas, enquanto o GE90 tem 22 e o GEnx tem 18. Isso torna o motor mais leve e permite que o ventilador e o impulsionador de baixa pressão (LP) girem mais rápido para combinar melhor sua velocidade com a turbina LP. As pás do ventilador apresentam bordas de ataque de aço e bordas de fuga de fibra de vidro para melhor absorver os impactos de pássaros com mais flexibilidade do que a fibra de carbono.  Os materiais compostos de fibra de carbono de quarta geração, que compreendem a maior parte das pás do ventilador, tornam-nos mais leves, finos, fortes e mais eficientes. Usar uma caixa de ventilador composta também reduzirá o peso.
O compressor de alta pressão (HP) é até 2% mais eficiente. Como o 129.5 in (329 cm) ventilador GE90 deixou pouco espaço para melhorar a relação de desvio, a GE procurou eficiência adicional aumentando a relação de pressão geral de 40 para 60, focando em aumentar a relação do núcleo de alta pressão de 19: 1 para 27: 1 usando 11 compressor estágios em vez de 9 ou 10, e um combustor de pré-turbulência anular duplo de terceira geração (TAPS) em vez do combustor anular duplo anterior. Capaz de suportar temperaturas mais altas, os compostos de matriz cerâmica (CMC) são usados em dois revestimentos de combustor, dois bicos e a cobertura a partir da cobertura da turbina de estágio 2 do CFM International LEAP . Os CMCs não são usados nas lâminas da turbina do primeiro estágio, que precisam suportar calor extremo e forças centrífugas. Essas são melhorias planejadas para a próxima iteração da tecnologia do motor.
A cobertura da turbina HP de primeiro estágio, os bicos de turbina HP de primeiro e segundo estágios e os revestimentos do combustor interno e externo são feitos de CMCs, apenas componentes estáticos, operando 500 °F (260 °C) mais quente do que ligas de níquel com algum resfriamento. Os CMCs têm o dobro da resistência e um terço do peso do metal. O compressor é projetado com aerodinâmica 3D e seus primeiros cinco estágios são blisks, disco laminado combinado. O combustor é de queima pobre para maior eficiência e margem de NOx de 30% para CAEP / 8. O compressor e a turbina de alta pressão são feitos de metal em pó . Os aerofólios de turbina de baixa pressão feitos de alumineto de titânio (TiAl) são mais fortes, mais leves e mais duráveis do que as peças à base de níquel . A impressão 3D é usada para fabricar peças que de outra forma seriam impossíveis de fazer usando os processos de fabricação tradicionais. Os CMCs precisam de 20% menos resfriamento.

## Especificações
| Variante               | 105B1A                                            |
| ---------------------- | ------------------------------------------------- |
| Inscrição              | 777-9 / 777-8 (futuro)                            |
| Tipo                   | Rotor duplo, fluxo axial, turbofan de alto desvio |
| Compressor             | 1 ventilador, LP de 3 estágios, HP de 11 estágios |
| Turbina                | HP de 2 estágios, LP de 6 estágios                |
| Diâmetro da fan        | 134 in (340 cm)                                   |
| decolagem impulso      | 105,000 lbf (470 kN)                              |
| Razão de desvio        | 9.9:1                                             |
| Razão de pressão geral | 60:1, HPC ratio pressão: 27:1                     |
| Peso                   | 21,230 lb (9,630 kg)                              |